# Walter Spiegl
Walter Spiegl (* 28. Juli 1934 in Asch, Tschechoslowakei) ist ein deutscher Autor, Übersetzer und Herausgeber von Kriminal- und Science-Fiction-Literatur. Er verwendete auch das Pseudonym Bert Koeppen. Lange wurde angenommen, dass er auch als Bert Horsley SF schrieb, was sich aber als unzutreffend herausstellte.

## Leben
Spiegl war für den Ullstein Verlag als Herausgeber der Reihe Science-Fiction Stories und der Taschenbuchreihen Alfred Hitchcocks Kriminalmagazin und Ullstein Kriminalmagazin tätig. In den 1980er-Jahren veröffentlichte er mehrere Sachbücher. Für den Ullstein Verlag betätigte er sich zudem als Übersetzer (u. a. von Erzählungen Raymond Chandlers).
Als Bert Koeppen gab er für den Pabel Verlag die Reihe Utopia Science Fiction Magazin heraus. 1955 war er Mitbegründer des Science Fiction Club Deutschland. Unter diesem Pseudonym veröffentlichte er 1958 auch sein einziges bekanntes SF-Werk, den Roman „Rakete Mond startet“ (Utopia-Großband 84).

## Publikationen (Auswahl)
- Glas (= Battenberg-Antiquitäten-Kataloge.). Battenberg, München 1979, ISBN 3-87045-155-6.
- Antiquitäten, dekorative Graphik. Barock bis Biedermeier (= Heyne-Bücher. Nr. 4705 Antiquitäten.). Heyne, München 1980, ISBN 3-453-41366-0.
- Taschenuhren. Vom Nürnberger Ei zur Präzisionsuhr. Mosaik, München 1981, ISBN 3-570-05534-5.

## Übersetzungen
- Carter Brown: Al Wheeler und das Komplott. Kriminalroman (The Desired, 1959), (= Heyne-Bücher. Nr. 1641 Crime.). Deutsche Übersetzung von Walter Spiegl. Heyne, München 1975, ISBN 3-453-10233-9.
- Raymond Chandler: Professor Bingos Schnupfpulver/Die Bronzetür. Zwei unheimliche Geschichten (Professor Bingo’s Snuff/The Bronze Door), 1939/1951 (= Ullstein-Bücher. Nr. 3199). Aus dem Amerikanischen von Walter Spiegl bzw. Lore Puschert. Ullstein, Frankfurt am Main u. a. 1976, ISBN 3-548-03199-4.